# たのうら御立岬公園駅
たのうら御立岬公園駅（たのうらおたちみさきこうえんえき）は、熊本県葦北郡芦北町大字田浦にある肥薩おれんじ鉄道線の駅である。駅番号はOR06。

## 歴史
旧・田浦町の請願を受け新設された。約3400万円の建設費は同町が負担した。

### 駅名について
当駅の駅名は、御立岬公園や御立岬温泉、道の駅たのうら等の芦北町の観光施設への最寄り駅として設けられたことに由来する。
開設時から2019年9月までは駅名の英語表記が、ホームの駅名標では「Tanoura Otachimisaki Park」なのに対し、列車内のLED案内表示器では「TANOURAOTACHIMISAKIKOUEN」と、若干異なっていた。2019年10月1日に駅名標をナンバリング対応に更新した際に、駅名標はヘボン式の「Tanoura-Otachimisaki-Kōen」に修正された。

### 年表
- 2005年（平成17年）3月1日：肥薩おれんじ鉄道の駅として開設。
- 2008年（平成20年）7月19日：夏季の海水浴シーズンに快速列車の臨時停車と海水浴場への無料シャトルバス運行を開始。
- 2019年（令和元年）10月1日：駅ナンバリング導入に伴い駅名標を更新。英語表記を「Tanoura Otachimisaki Park」から「Tanoura-Otachimisaki-Kōen」に変更。

## 駅構造

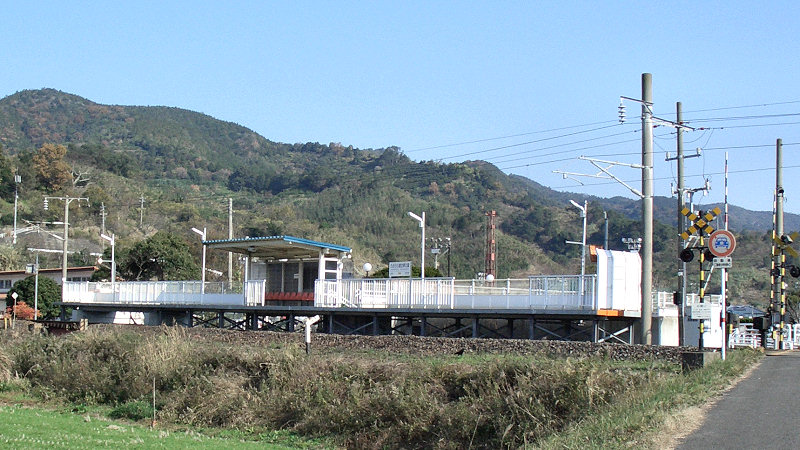
ホーム側
（安全柵が設置されている）

単式ホーム1面1線を有する地上駅。線路脇に2両編成まで停まれる程度の短く簡単なホームを添えただけの構造となっているが、当駅は直線上にあって、貨物列車等通過列車は高速で通過するため、安全面を考慮してホームには線路転落、触車事故防止用安全柵が備え付けられている。普段は終日無人駅であるが、海水浴シーズンは夏休み期間中の休日を中心に近隣の御立岬海水浴場への海水浴客で混雑し、シャトルバスも7月下旬 - 8月にかけて毎日運行される。かつては特に混雑する7月下旬 - 8月中旬の土休祝日日中のみ臨時に駅係員が派遣されて有人駅になっていたが、2019年頃より発生した新型コロナウイルス感染症拡大により近隣の海水浴場の営業中止が相次いだり、生活様式の変化などで海水浴利用者が低迷しているため、2020年夏季からは駅係員が配置されていない。

## 利用状況
| 1日乗降人員推移 | 1日乗降人員推移 |
| 年度            | 1日平均人数     |
| --------------- | --------------- |
| 2011年          | 175             |
| 2012年          | 183             |
| 2013年          | 182             |
| 2014年          | 158             |
| 2015年          | 158             |
| 2016年          | 123             |
| 2017年          | 125             |
| 2018年          | 128             |
| 2019年          | 131             |

## 駅周辺
- 芦北町田浦支所
- 道の駅たのうら
  - 芦北町物産館「肥後うらら」
- 御立岬公園
  - 御立岬海水浴場
  - 御立岬温泉センター
  - マリンハウス（コテージ…宿泊施設）
  - キャンプ場
- 南九州西回り自動車道 田浦IC（無料・国道3号バイパス）

## バス路線
田浦基幹支所前 - 約150mほど離れた国道3号上にある。
- 産交バス
  - 水俣産交
  - 道の駅たのうら

### 御立岬公園へのアクセス
現在、駅前広場からは当駅の駅名の由来となっている御立岬公園に向かうバスなどの公共交通機関が一切存在しておらず、ホーム待合室に地元のタクシー会社「芦北タクシー」の呼出用電話番号が掲示されているのみである。徒歩だと1時間近く要する上（HPや案内板などでは30分程度と案内しているが、沿道が坂道や蛇行道が多いために時間が掛かる）、駅周辺や沿道には商店はおろか自販機も全くと言っていいほど無い（駅前に自販機があるのみ）。
なお、夏場は海水浴客輸送のため、駅前広場から御立岬海水浴場や御立岬温泉センターまで無料シャトルバスが運行される。詳細は下記を参照。

#### 無料シャトルバス
7月中旬 - 8月中旬又は下旬までの期間限定運行で、海水浴場が開場する時間帯（朝10時開場から夕方17時閉場まで）に合わせて運行される。
運行期間や担当するバス会社は芦北町側が設定・発注するため、その年によってまちまちである。
運行区間はその年によって若干の差異はあるが、概ね下記の4つの区間となっている。
- たのうら御立岬公園駅 - 御立岬公園海水浴場 - 御立岬温泉センター - 御立岬公園海水浴場 - たのうら御立岬公園駅（公園循環）
- たのうら御立岬公園駅 - 御立岬公園海水浴場
- たのうら御立岬公園駅 - 御立岬公園海水浴場 - 御立岬温泉センター
- 御立岬温泉センター - 御立岬公園海水浴場 - たのうら御立岬公園駅

駅からの所要時間は海水浴場まで10分、温泉センターまで20分である。
運行本数は概ね30分から1時間に1本で、海水浴場が開場している時間帯に肥薩おれんじ鉄道の発着時間に合わせて接続を取るダイヤになっている。
期間中は毎日運行され、雨天時も運行される。但し、台風や大雨等の悪天候で海水浴場が遊泳禁止になった時や、悪天候・列車事故などでおれんじ鉄道が運休になった時はバスも全便運休となる。

## 隣の駅
肥薩おれんじ鉄道
■肥薩おれんじ鉄道線
上田浦駅（OR05） - たのうら御立岬公園駅（OR06） - 肥後田浦駅（OR07）